# S-94 (película)
S-94 cortometraje del cineasta japonés Shozin Fukui del 2009 de género Terror y Ciencia ficción / La película está ambientada en un futuro posapocalíptico donde un virus mortal ha llevado a la humanidad al borde de la extinción. En gran parte situado en un bunker subterráneo y filmada en  Blanco y Negro, la película es visualmente evocador de función anterior Fukui  Rubber´s Lover 
- Datos: Q7387046